# Drapeau (mathématiques)
Pour les articles homonymes, voir Drapeau (homonymie).
En mathématiques, un drapeau d'un espace vectoriel E de dimension finie est une suite finie strictement croissante de sous-espaces vectoriels de E, commençant par l'espace nul {0} et se terminant par l'espace total E : 
Si n est la dimension de E, les dimensions successives des sous-espaces Ei forment une suite finie strictement croissante d'entiers naturels :
Si di = i pour tout i (donc entre autres si k = n), alors le drapeau est dit total ou complet.

## Base adaptée à un drapeau
À toute base (e1, …, en) de l'espace E de dimension n est associé un drapeau total dont les termes sont constitués des espaces successivement engendrés : 
{\displaystyle E_{1}={\rm {Vect}}(e_{1}),\ E_{2}={\rm {Vect}}(e_{1},e_{2}),\ldots }
Exemple : si E est l'espace ℝm[X] des polynômes de degré inférieur ou égal à m, sa base canonique est (1, X, X2, …, Xm) et sa dimension est n = m + 1.
L'espace E0 = {0} et les espaces Ei + 1 = ℝi[X] successifs pour i allant de 0 à m constituent un drapeau total de E.
Réciproquement, un drapeau total possède plusieurs bases adaptées. On les obtient en choisissant des vecteurs ei tels que ei appartient à Ei mais pas à Ei – 1.

## Drapeau stable par un endomorphisme
Si u est un endomorphisme de E, on dit que le drapeau est stable par u si chaque Ei est stable par u :
{\displaystyle \forall i\in \{1,\ldots ,n\},\,u(E_{i})\subset E_{i}.}
Par exemple, si l'on reprend pour E l'espace ℝm[X] et le drapeau formé des espaces ℝi[X] successifs, un endomorphisme laisse stable ce drapeau à condition de diminuer (au sens large) le degré des polynômes. C'est le cas des endomorphismes de dérivation (P donne P'), de translation (P donne P(X + 1)), de différence finie (P donne P(X + 1) - P), etc.

## Théorème de trigonalisation utilisant les drapeaux
Soit E un espace vectoriel de dimension finie. Un endomorphisme u de E est trigonalisable si et seulement s'il existe un drapeau total de E stable par u.

## Les drapeaux dans le cadre euclidien
Lorsque E est un espace euclidien, le procédé de Gram-Schmidt permet, à partir d'une base adaptée à un drapeau total de E, d'obtenir une base orthonormale adaptée à ce même drapeau.
Si l'on combine avec la propriété précédente, on constate que tout endomorphisme trigonalisable peut être trigonalisé dans une base orthonormale.